# Christine Qunta
Christine Douts Qunta (geb. 1952 in Kimberley) ist eine südafrikanische Schriftstellerin, Anwältin und Unternehmerin. Sie war in den 1970er Jahren Aktivistin in der Anti-Apartheid-Organisation Black Consciousness Movement (BCM) und lebte 17 Jahre im Exil, bevor sie 1993 nach Südafrika zurückkehrte. Dort engagierte sie sich in der Folge in vielen gesellschaftlichen Bereichen.

## Frühe Jahre und Anti-Apartheids-Kampf
Christine Qunta kam 1952 in Kimberley, der Hauptstadt der südafrikanischen Provinz Nordkap, zur Welt. Seit Ende der 1970er Jahre war sie im Kampf gegen das allgegenwärtige Apartheidsystem aktiv. Sie war Mitglied des Regionalvorstands der South African Students’ Organisation (SASO) und der Black People’s Convention an der University of the Western Cape und gehörte zu den Hunderten von Studentenaktivisten, die während des Streiks von 1973 ihr Studium aufgaben, um sich ganz der politischen Arbeit zu widmen. Tatsächlich wurden punktuell Erfolge erzielt, wie die Einsetzung des ersten schwarzen Vizekanzlers an einer südafrikanischen Universität, Richard van der Ross. Nachdem Qunta von den Sicherheitsbehörden wegen ihres Aktivismus festgenommen worden war, floh sie aus dem Land und erhielt in Botswana politisches Asyl.

## Juristische Laufbahn
Sie studierte in der Folge Rechtswissenschaften an der University of New South Wales, Sydney, wo sie 1981 einen BA und den LL.B. erwarb. In den anschließenden Jahren war sie als Anwältin in Australien, Botswana und Simbabwe tätig, bevor sie 1993 nach Südafrika zurückkehrte und als Rechtsberaterin für den Versicherungskonzern Sanlam arbeitete. 1994 schloss sie eine Qualifizierung zur Umstrukturierung von Unternehmen am International Development Law Institute in Rom ab. Ihr Fachgebiet ist das Gesellschaftsrecht.
1995 gründete sie ihre eigene Anwaltskanzlei mit diesem Schwerpunkt, Qunta Incorporated, im Zentrum von Kapstadt, als erste schwarze Kanzlei. Sie war bis 2008 Seniorpartnerin der Kanzlei, bevor sie die Kanzlei verließ, um sich anderen Geschäftsvorhaben zu widmen. Sie war bis zu ihrem Rücktritt im Jahr 2009 stellvertretende Vorsitzende der South African Broadcasting Corporation.
Fumani Mthembi beschrieb ihre Arbeit in verschiedenen Bereichen als „bestimmt durch das Streben nach einer gerechteren und freieren Gesellschaft“.

## Literarisches Werk
Qunta begann im Exil mit der Veröffentlichung ihrer Schriften. Sie publizierte Gedichtbände wie „Hoyi Na! Azania: Poems of an African Struggle“ (1979) und „Heroes & other Treasures“ (1990). Sie war Autorin und Herausgeberin von Sachbüchern wie „Who's Afraid of Affirmative Action: A Survival Guide for Black Professionals“ (1995) oder der Anthologie „Women in Southern Africa“ (1987). 2016 veröffentlichte sie einen Essayband unter dem Titel „Why We Are Not a Nation: Essays on race and transition in South Africa“. Qunta war zeitweise auch als Zeitungskolumnistin tätig. Ihre Arbeiten wurden in zahlreichen Publikationen veröffentlicht, darunter in der Anthologie „Daughters of Africa“ (herausgegeben von Margaret Busby, 1992).
Im Jahr 2013 gründete sie den gemeinnützigen Verlag Seriti sa Sechaba [sesotho für Würde der Nation] mit dem Ziel, „Belletristik und Sachbücher von schwarzen (afrikanischen, farbigen und indischen) Autoren zu veröffentlichen, die die Lebenserfahrung und Kultur der Mehrheit der Bevölkerung in Südafrika widerspiegeln“. Die Bücher werden auf Englisch und in afrikanischen Sprachen publiziert.

## Bibliographie
- Christine Douts Qunta: Hoyi Na! Azania: Poems of an African Struggle. Marimba Enterprises, 1979, ISBN 978-0-9595385-0-2 (englisch).
- Christine Qunta (Hrsg.): Women in Southern Africa. Allison & Busby, 1987, ISBN 978-0-85031-745-9 (englisch).
- Heroes & other Treasures. Seriti sa Sechaba Publishers, 1990, ISBN 978-0-620-15291-4 (englisch).
- Who's Afraid of Affirmative Action: A Survival Guide for Black Professionals. Kwela Books, 1995, ISBN 978-0-7957-0003-3 (englisch).
- Why We Are Not a Nation: Essays on race and transition in South Africa. Seriti sa Sechaba Publishers, 2016, ISBN 978-0-9946770-1-3 (englisch).